# Ацетальдоксим
Ацетальдоксим (оксим ацетальдегида) — органическое вещество класса оксимов, производное ацетальдегида и гидроксиламина.

## Получение
Препаративным способом получения ацетальдоксима является реакция свежеперегнанного ацетальдегида с гидроксиламином в присутствии гидроксида натрия.

## Строение и физические свойства
Ацетальдоксим является несимметричным оксимом, поэтому существует в виде смеси (E)/(Z)-изомеров, которые также иногда называют син/анти-изомерами. В литературе сообщается, что в чистом ацетальдоксиме присутствует около 40 % (Е)-изомера, а в кислом растворе — 46 % (Е)-изомера. Чистый (Z)-изомер можно получить медленной кристаллизацией из смеси изомеров. Установить конфигурацию ацетальдоксима можно при помощи ЯМР-спектроскопии.
Ацетальдоксим растворим во многих органических растворителях, в том числе хлороформе, тетрагидрофуране, бензоле, диэтиловом эфире и 1,2-дихлорэтане.

## Химические свойства
В органическом синтезе ацетальдоксим используется в качестве эквивалента ацетальдегида, для ацетилирования ароматических соединений через промежуточное получение соответствующих солей диазония, для синтеза других альдоксимов путём алкилирования по метильной группе. При нагревании в присутствии ацетата никеля или силикагеля ацетальдоксим перегруппировывается в ацетамид. Также он участвует в реакциях диполярного циклоприсоединения и служит источником N-оксида ацетонитрила.